# Psychoda gemina
Psychoda gemina är en tvåvingeart som först beskrevs av Eaton 1904.  Psychoda gemina ingår i släktet Psychoda och familjen fjärilsmyggor. Inga underarter finns listade i Catalogue of Life.